# Al-Ba’adż
Al-Ba’adż (arab. البعاج) – miasto w Iraku, w muhafazie Niniwa. W 2009 roku liczyło 24 317 mieszkańców.